# 吴嘉森
吴嘉森，中华人民共和国政治人物、外交官。
1985年至1988年擔任駐日內瓦領事館總領事。1990年，接替江翔担任中华人民共和国驻布基纳法索大使。1993年，由李永谦接任。